# Махово
Махово (хорв. Mahovo) — населений пункт у Хорватії, у Сисацько-Мославинській жупанії у складі громади Мартинська Вес.

## Населення
Населення за даними перепису 2011 року становило 269 осіб.
Динаміка чисельності населення поселення:

## Клімат
Середня річна температура становить 11,18 °C, середня максимальна – 25,61 °C, а середня мінімальна – -5,67 °C. Середня річна кількість опадів – 883 мм.
| Клімат поселення                              | Клімат поселення | Клімат поселення | Клімат поселення | Клімат поселення | Клімат поселення | Клімат поселення | Клімат поселення | Клімат поселення | Клімат поселення | Клімат поселення | Клімат поселення | Клімат поселення | Клімат поселення |
| Показник                                      | Січ.             | Лют.             | Бер.             | Квіт.            | Трав.            | Черв.            | Лип.             | Серп.            | Вер.             | Жовт.            | Лист.            | Груд.            |                  |
| Середній максимум, °C                         | 6,62             | 8,66             | 13,12            | 17,61            | 22,70            | 25,61            | 24,31            | 23,59            | 19,85            | 14,81            | 9,36             | 5,08             |                  |
| Середня температура, °C                       | 0,47             | 2,53             | 7,00             | 11,50            | 16,58            | 19,48            | 20,90            | 20,22            | 16,46            | 11,40            | 5,97             | 1,71             |                  |
| Середній мінімум, °C                          | −5,67            | −3,61            | 0,86             | 5,36             | 10,43            | 13,35            | 17,54            | 16,82            | 13,06            | 8,04             | 2,57             | −1,7             |                  |
| Норма опадів, мм                              | 53               | 51               | 58               | 69               | 78               | 91               | 79               | 84               | 80               | 84               | 88               | 68               |                  |
| Середньомісячна швидкість вітру, м/с          | 1.80             | 2.01             | 2.45             | 2.30             | 2.10             | 1.97             | 1.90             | 1.71             | 1.73             | 1.80             | 1.90             | 1.90             |                  |
| Середньомісячна сонячна радіація, кДж/м²·день | 4206             | 6976             | 10737            | 15219            | 19422            | 21471            | 22492            | 19574            | 14461            | 8849             | 4675             | 3429             |                  |
| --------------------------------------------- | ---------------- | ---------------- | ---------------- | ---------------- | ---------------- | ---------------- | ---------------- | ---------------- | ---------------- | ---------------- | ---------------- | ---------------- | ---------------- |
| Джерело:                                      |                  |                  |                  |                  |                  |                  |                  |                  |                  |                  |                  |                  |                  |